# فرانتیشک استراکا
فرانتیشک استراکا (چکی: František Straka؛ زادهٔ ۲۸ مهٔ ۱۹۵۸) بازیکن سابق و مربی فوتبال اهل جمهوری چک است.
از باشگاه‌هایی که در آن بازی کرده‌است می‌توان به باشگاه فوتبال اسپارتا پراگ، باشگاه فوتبال هانزا روستوک، و باشگاه فوتبال بروسیا مونشن‌گلادباخ اشاره کرد.
وی همچنین در تیم ملی فوتبال چکسلواکی بازی کرده‌است.